# Рускинське сільське поселення
Ру́скинське сільське поселення (рос. Русскинское сельское поселение) — сільське поселення у складі Сургутського району Ханти-Мансійського автономного округу Тюменської області Росії.
Адміністративний центр та єдиний населений пункт — присілок Рускинська.
Населення сільського поселення становить 1532 особи (2017; 1686 у 2010, 1624 у 2002).

## Склад
До складу сільського поселення входять:
| Населений пункт      | Населення, осіб (2002) | Населення, осіб (2010) | Населення, осіб (2017) |
| -------------------- | ---------------------- | ---------------------- | ---------------------- |
| Кочова, присілок     | 180                    | -                      | -                      |
| Рускинська, присілок | 1444                   | 1686                   | 1532                   |